# Robert K. Brown
 O Tenente-Coronel Robert K. Brown (nascido em 2 de novembro de 1932) é um americano das forças especiais veterano da Guerra do Vietnã, mercenário, correspondente de guerra, jornalista investigativo e fundador e ex-editor da revista Soldier of Fortune (SOF), uma revista mercenária que relata vários confrontos armados ao redor do mundo, bem como aborda notícias sobre novas armas e outras tecnologias militares. Brown também foi presidente do Omega Group Ltd, que era o grupo-mãe da SOF.

## Dados biográficos
Nascido em Monroe, em Michigan, ele se formou na Universidade do Colorado. Em 1963, Robert fundou a editora Panther Publications durante a autopublicação do livro “150 Questions for a Guerrilla” ("150 Perguntas para um Guerrilheiro"), de autoria do General Alberto Bayo, que treinou Fidel Castro e seu grupo inicial de revolucionários que desembarcaram em Cuba em 6 de dezembro de 1956. Depois ele esteve envolvido no treinamento da Brigada 2506, que tentou derrubar Castro.
Brown serviu no Exército dos EUA de 1954 a 1957 e novamente de 1964 a 1985. Ele era um Boina Verde, qualificando-se no curso de Curso de Oficiais de Forças Especiais em Fort Bragg em 1966 e servindo nas Forças Especiais no Vietnã. Ele se reformou do exército como tenente-coronel. Robert possui as asas de paraquedista dos Estados Unidos e do Vietnã do Sul, o Distintivo de Combate de Infantaria, as medalhas Estrela de Bronze, do Ar, Defesa Nacional e de Serviço no Vietnã. Quando era comandante de equipe de forças especiais A-334 no Vietnã , ele foi ferido por fogo de morteiro e recebeu a Medalha Coração Púrpuro, por ferimento em combate por ação inimiga. Bob formara-se na escola de candidatos a oficiais de infantaria, no curso avançado de oficiais de infantaria e no curso de comando e estado-maior do exército.
Depois de voltar do Vietnã, Brown juntou-se ao também veterano Peder Lund para formar a editora Paladin Press em 1970. Em 1974, Robert vendeu a sua participação na editora e foi lutar para a guerra da Rodésia.

## Soldier of Fortune
Robert Brown começou a publicar a Soldier of Fortune em 1975 em Boulder, no Colorado. A revista, Soldado da Fortuna em português, teve uma circulação de mais de 1 milhão de exemplares vendidos, e Brown afirma que era comum que uma única edição fosse lida por uma companhia inteira de soldados, o que aumenta ainda mais a escala de leitores. Os temas giram em torna de tópicos icônicos envolvendo veteranos, militares da ativa, operadores especiais, mercenários, amantes de armas, policiais, aventureiros e admiradores. Segundo Brown, muitos veteranos tiveram o seu primeiro vislumbre das forças armadas pelas páginas da SOF.
Um repórter do Chicago Tribune fazendo uma reportagem sobre o envolvimento de Brown na guerra civil em El Salvador, em março de 1984, testemunhou Brown ser vítima de um tiro acidental quando um dos amigos de Brown puxou o gatilho de uma arma que ele achava estar descarregada. O amigo se deu um tiro na mão e a bala atingiu Brown na panturrilha. "Seu filho da puta estúpido, você atirou em mim", disse Brown. "E agora não posso ir a El Salvador." Por outro lado, os editores da Soldier of Fortune instruíram os salvadorenhos em assuntos que iam desde pontaria de armas até habilidades militares básicas, como purificação de água. Eles disseram ao The Washington Post, em um artigo de 1983, que acompanharam militares salvadorenhos em pelo menos três patrulhas de combate como observadores, armados apenas com revólveres para autodefesa e sem disparar. Alexander McColl, um dos editores que participou em abril e agosto, afirmou que as despesas foram cobertas pela revista. Esses membros da Soldier of Fortune informaram os militares da embaixada dos EUA sobre como os soldados salvadorenhos lutavam em campanha.
Em 22 de setembro de 1999, o prefeito de Las Vegas, Nevada, Oscar Goodman, emitiu uma proclamação declarando que aquele dia seria o "Dia do Soldado da Fortuna" e o "Dia do Ten.-Cel. Robert K. Brown" em homenagem à revista Soldier of Fortune, sua 20ª convenção anual em Las Vegas, e seu fundador e editor." Apesar da temática muito anti-soviética e anti-comunista, a revista teve uma edição em russo por muitos anos. A revista gerou uma série de vídeo games e duas dezenas de livros de ficção. Segundo Brown, um dos repórteres da Soldier of Fortune foi morto por sicários birmaneses.
Em 2011, Brown apoiou a campanha de Steve Schreiner para o Conselho de Administração da National Rifle Association, mas Schreiner não foi endossado pelo Comitê de Indicação da NRA. Em abril de 2022, Brown anunciou que havia vendido a Soldier of Fortune para a jornalista Susan Katz Keating, colaboradora frequente da revista. Em um dado momento, Brown foi o vice-presidente da NRA.

## Publicações

### Livros
- Brown, Robert K.; Carpenter, Vann (2013). I Am Soldier of Fortune: Dancing with Devils (em inglês). Havertown, Penn: Casemate. 408 páginas. ISBN 978-1612001944
- Brown, Robert K.; Mallin, Jay (2018). Merc: American Soldiers of Fortune (em inglês). Havertown, Penn.: Casemate. 224 páginas. ISBN 1612005918

### Artigos
- Brown, Robert K. (24 de janeiro  de 1967). «The Plot Against Papa Doc». National Review (em inglês)
- Brown, Robert K.; Acosta, Miguel (Primavera de 1976). «The Bayo-Pawley Affair». Soldier of Fortune (em inglês): 12-18. Consultado em 6 de julho de 2023
- Brown, Robert K. (Verão 1976). «Rhodesia is Ready: It's Elite Forces are on Red Alert» (PDF). Soldier of Fortune (em inglês). 1 (3): 30–33. Consultado em 6 de julho de 2023
- Brown, Robert K.; Himber, Robert (Outono de 1976). «George W. Bacon, III: A 20th Century Crusader». Soldier of Fortune (em inglês). 1 (4): 13–19, 76-77. Consultado em 6 de julho de 2023
- Brown, Robert K.; Bufkin, David (Setembro de 1977). «American Merc Destroys Cuban Espionage Ring». Soldier of Fortune (em inglês). 2 (3): 25-27. Consultado em 6 de julho de 2023

### Contribuições em livros
- Levy, Bert "Yank" (1964). «Editor's Notes». Guerrilla Warfare (PDF) (em inglês). Notas do editor por Robert K. Brown. Boulder, Colorado: Paladin Press. p. 12-14. ISBN 0873640209